# Arnold Vanderlyde
Arnold Petrus Maria Vanderlyde (Sittard, 24 gennaio 1963) è un ex pugile olandese. Ha vinto per tre volte la medaglia di bronzo ai Giochi Olimpici del 1984, 1988 e 1992 ed è stato nominato sportivo olandese dell'anno nel 1991. Ritiratosi dalla carriera sportiva dopo la sua ultima Olimpiade nel 1992, nel 2001 è stato nominato commissario olimpico di pugilato dal consiglio direttivo della Federazione pugilistica olandese, di cui è anche cavaliere federale.
Nel 2009 ha pubblicato un libro dal titolo "Fighting for Success" edito da Arko Sports Media BV.
Nel 2024 Vanderlyde e il Fondo Nazionale Olandese per gli Anziani hanno guidato il tentativo di record di shadowboxing, radunando 288 partecipanti over 65 allo Stadio Olimpico di Amsterdam durante la settimana nazionale olandese dell'esercizio fisico per gli anziani, promuovendo l'attività fisica come strumento contro la solitudine.

## Palmarès

### Olimpiadi
- 3 medaglie:
  - 3 bronzi (Los Angeles 1984 nei pesi massimi; Seul 1988 nei pesi massimi; Barcellona 1992 nei pesi massimi)

### Mondiali dilettanti
- 2 medaglie:
  - 2 argenti (Reno 1986 nei pesi massimi; Sydney 1991 nei pesi massimi)

### Europei dilettanti
- 4 medaglie:
  - 3 ori (Torino 1987 nei pesi massimi; Atene 1989 nei pesi massimi; Göteborg 1991 nei pesi massimi)
  - 1 bronzo (Budapest 1985 nei pesi massimi)